# Stratocle
Stratocle, figlio di Eutidemo del demo di Diomea (in greco antico: Στρατοκλῆς?, Stratoklês; IV secolo a.C. – dopo il 302 a.C.), è stato un oratore ateniese, oppositore di Demostene e amico di Licurgo.

## Biografia
Nel 338 a.C. Stratocle riuscì a far conferire all'amico Licurgo la gestione delle pubbliche finanze, che mantenne per dodici anni. Trentuno anni dopo, nel 307 a.C., fece approvare un decreto per onorare Licurgo, morto nel 324 a.C.; una parte del decreto si è conservata e rappresenta una delle fonti per la ricostruzione della vita di Licurgo.
Nel 324 a.C., in occasione dello scandalo di Arpalo, fu il più violento accusatore di Demostene.
Vista la sua abilità oratoria e al tempo stesso la sua cattiva reputazione, Plutarco lo paragona a Cleone, col quale gareggiava per ribalderia e buffoneria; anche Demostene lo considerava "l'uomo con meno peli sulla lingua e il più vile". Plutarco racconta che conduceva una vita dissoluta e che teneva presso di sé un'etera di nome Filacio; quando una volta lei gli aveva comprato in piazza per il pasto delle cervella e dei colli, le aveva risposto "guarda guarda, hai comprato per il pranzo le cose con cui noi politici giochiamo a palla".
In occasione della disfatta di Amorgo (322 a.C.) Stratocle, venuto a sapere l'esito prima che la notizia fosse di pubblico dominio, indossò una corona e andò al Ceramico proclamando che gli Ateniesi avevano vinto ed esortando la gente a celebrare una festa di ringraziamento; quando si seppe la triste verità e gli Ateniesi lo accusarono di averli ingannati, lui rispose sfrontatamente quale danno aveva fatto, dato che grazie a lui avevano avuto tre giorni di gioia.
Stratocle si distinse poi per la sua stravagante adulazione di Demetrio I Poliorcete e di suo padre Antigono I Monoftalmo, in onore dei quali propose all'Ecclesia i decreti più stravaganti: li fece chiamare re e dei-salvatori, sostituì all'arconte eponimo un sacerdote degli dei-salvatori, fece tessere le loro immagini sul sacro peplo di Atena a fianco a quelle degli dei, fece erigere un altare "di Demetrio discensore" nel punto dove era sceso per la prima volta dal cocchio, creò due nuove tribù coi loro nomi (Antigonide e Demetriade, ognuna rappresentata da 50 buleuti; il totale dei buleuti fu infatti aumentato da 500 a 600) e fece chiamare Teori (nome dato a coloro che Atene inviava a fare sacrifici a Delfi e Olimpia) gli ambasciatori inviati loro. Furono approvati anche altri decreti ancora più arditi in favore di Demetrio e tutto ciò non sembrò piacere agli dei: un uragano squarciò il peplo tessuto colle immagini di Antigono e Demetrio mentre veniva portato al Ceramico, crebbe la cicuta attorno agli altari degli dei-salvatori, la processione per le Dionisie fu sospesa a causa del freddo fuori stagione e questo stesso freddo guastò le viti, i fichi e le biade. Il comico Filippide, nemico di Stratocle, compose contro di lui dei versi dando ai suoi decreti la colpa di queste sciagure.
Stratocle propose in seguito un decreto con cui ordinava che ogni ordine di Demetrio fosse pio nei confronti degli dei e giusto rispetto agli uomini; alcuni dissero che doveva essere pazzo e Democare ironizzò dicendo "sarebbe veramente matto se non lo fosse" (visto che Stratocle aveva molti vantaggi da questa adulazione), ma fu processato ed esiliato.
Durante il mese di munichione del 302 a.C., quando Demetrio scrisse che voleva essere iniziato immediatamente ai misteri eleusini dal grado più basso al più alto, Stratocle fece votare un decreto, avversato solo dal portatore di fiaccola Pitodoro, col quale fece chiamare il mese corrente prima antesterione, in modo da poter iniziare Demetrio ai piccoli misteri, poi boedromione, in modo da poterlo iniziare ai grandi misteri; anche in questo caso Filippide prese in giro Stratocle, "che restrinse l'intero anno ad un singolo mese".
Fozio tramanda un frammento di un discorso di Stratocle citandolo da Agatarchide.